# أوباتالا
أوباتالا (بالإنجليزية: Obatala)‏ هو أوريشا، أي روح يمثل ويجسد أب السماء وفق اعتقاد الديانة اليوروبية وفي أمريكا اللاتينية. يعد أوباتالا وفق ذلك الاعتقاد أنه خالق البشر، وهو ممثل للإله الأعلى Olodumare على الأرض. يرمز لأوباتالا باللون الأبيض، ويومه المقدس هو يوم الجمعة، لذلك يرتدي اليوروبيون اللون الأبيض طوال يوم الجمعة أثناء طقوسهم.

## المراجع

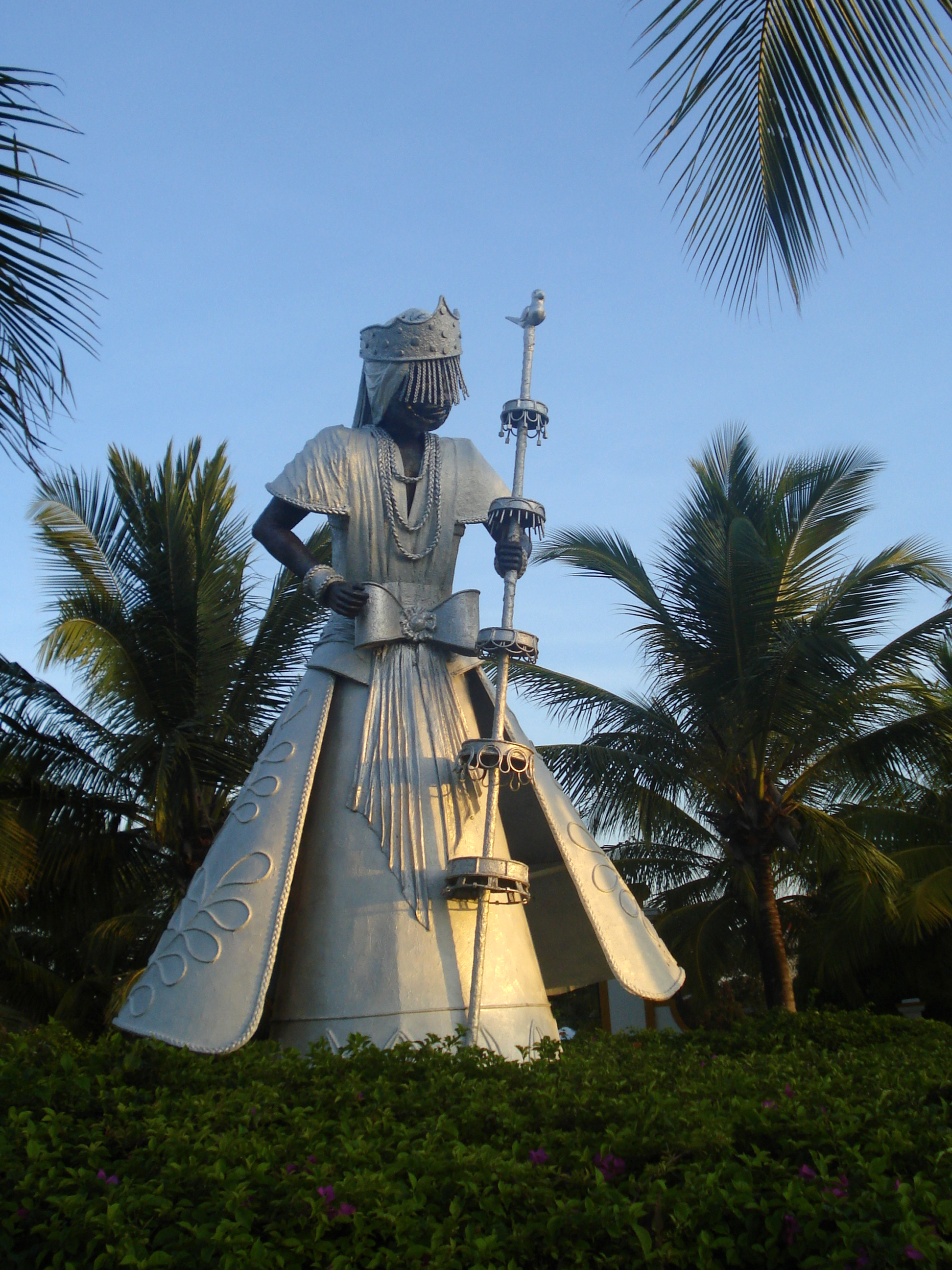
تمثال أوباتالا في منطقة Costa do Sauípe في ولاية باهيا البرازيلية.

## اقرأ أيضاً
- أوريشا